# لوک و دردسرهای رستوران
لوک و دردسرهای رستوران (انگلیسی: Luke's Late Lunchers) یک فیلم کمدی صامت کوتاه به کارگردانی هال روچ است که در سال ۱۹۱۶ منتشر شد.

## بازیگران
- هارولد لوید
- اسناب پالرد
- ببه دنیلز
- سمی بروکس
- باد جیمیسون
- چارلز استیونسون
- فرد سی. نیومیر
- هری تاد